# Naime Sultan

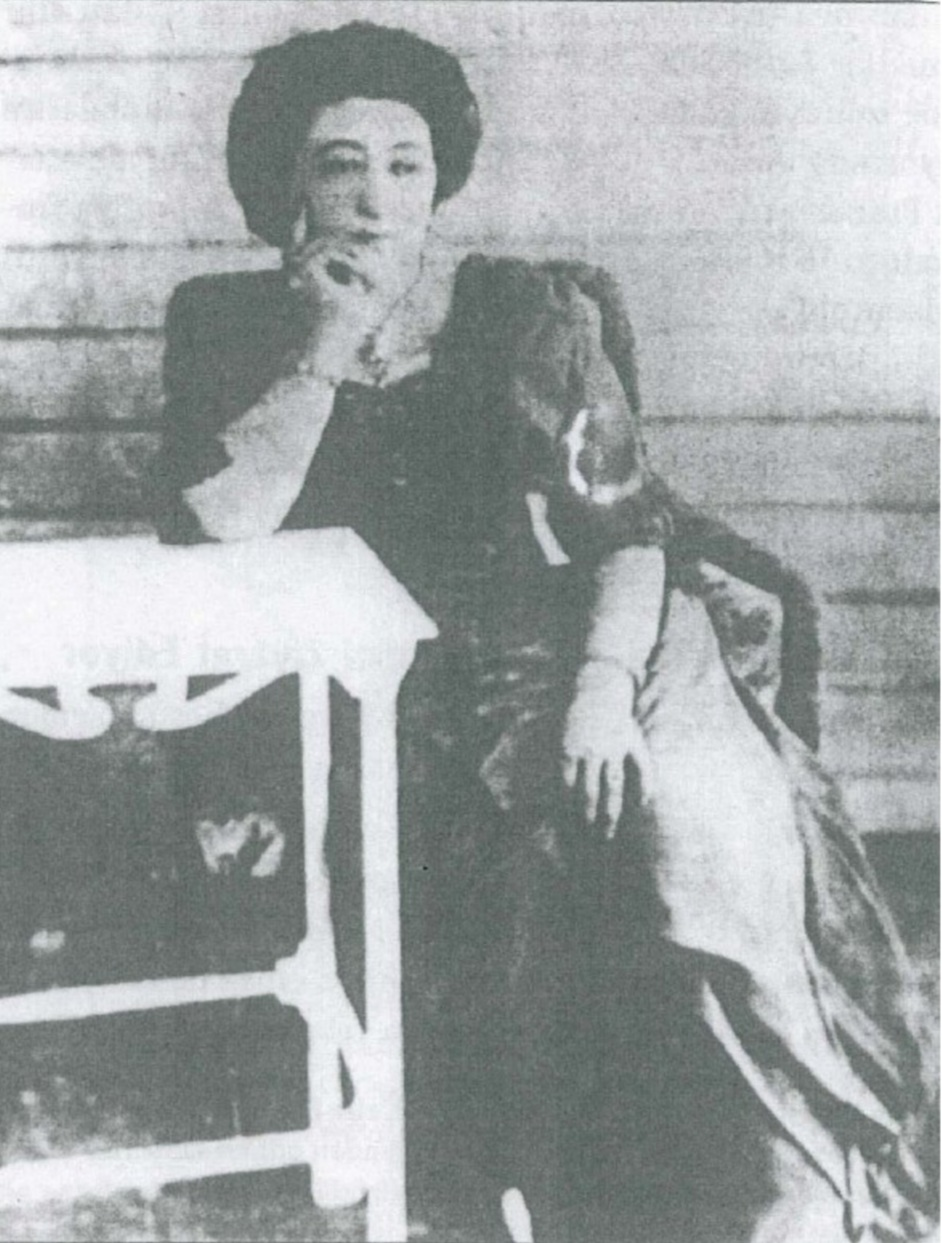
Naime Sultan

Fatma Naime Sultan (osmanisch فاطمه نعیمه سلطان; * 3. September 1876 in Istanbul; † 1945 in Tirana) war eine osmanische Prinzessin und Tochter von Sultan Abdülhamid II. und Bidar Kadın.

## Leben

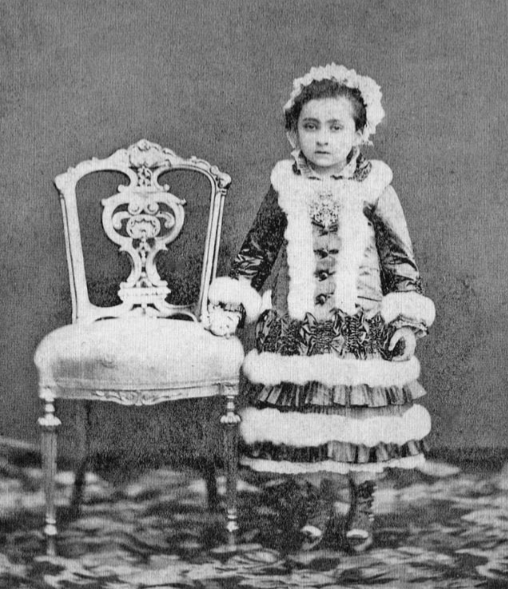
Naime Sultan (1882)

Naime Sultan wurde 1876 vier Tage nach der Thronbesteigung ihres Vaters Abdülhamid II. im Dolmabahçe-Palast in Istanbul geboren. Ihre Mutter war Bidar Kadın, eine Tochter von Prinz Ibrahim Talustan und Prinzessin Şahika İffet Lortkipanidze. Sie war das vierte Kind und die dritte Tochter ihres Vaters und das erste Kind ihrer Mutter. Ihr Bruder war Şehzade Mehmed Abdülkadir, der zwei Jahre jünger war. Benannt wurde Naime nach ihrer Tante, der ersten und einzigen Tochter von Abdülhamids Muter Tirimüjgan und älteren Schwester ihres Vaters.
Im Jahr 1877 zog Naime mit ihrer Familie in den Yıldız-Palast, nachdem der Sultan seinen Wohnsitz am 7. April 1877 dorthin verlegt hatte. Sie wurde von einem Hauslehrer unterrichtet. Schon in der Kindheit war Naime eine begeisterte Pianistin, ihr Lehrer war François Lombardi, der auch ihre jüngere Halbschwester Ayşe Sultan unterrichtete. Als die deutsche Kaiserin Auguste Viktoria Istanbul besuchte, durfte Naime ihr etwas vorspielen.
Als der ägyptische Khedive Abbas II. beim Sultan um die Hand von Naime bat, verweigerte Abdülhamid die Vermählung. Stattdessen arrangierte er im Jahr 1898 Naimes Heirat mit Mehmed Kemaleddin Bey, dem jüngeren Sohn des osmanischen Generals und ehemaligen Kriegsministers Osman Nuri Pascha. Der Sultan ließ für Naime und ihren Mann in Ortaköy ein Haus errichten, direkt neben der Villa ihrer Schwester. Die Hochzeit fand am 17. März 1898 im Yıldız-Palast statt. Osman Pascha schenkte der Prinzessin eine Tiara, während Abdülhamid Naimes Schwiegermutter den Mecidiye-Orden verlieh. Eine bedeutende Geste, denn keine andere Frau eines Ministers hatte den Orden zuvor erhalten. Nimes Mann Kemaleddin Bey wurde später zum Pascha ernannt. Die Mitgift von Naime Sultan wurde in einem kleinen Raum des Yıldız-Palastes ausgestellt und soll außerordentlich groß gewesen sein. Naime Sultans Hochzeitskleid war weiß und erinnerte so an die Tradition europäischer Hochzeiten. Nicht wenige hatten dies zuvor kritisiert, weil bis dahin alle Prinzessinnen auf ihren Hochzeiten rot getragen hatten.
Das Paar bekam im Januar 1899 den Sohn Mehmed Cahid Osman Bey (1899–1977), der später eine Tochter von Şehzade Mehmed Ziyaeddin heiratete, und 1900 die Tochter Adile Hanımsultan (1900–1988).
Hatice Sultan, eine Tochter von Sultan Murad V. und Nachbarin von Naime und ihrem Mann, begann eine Affäre mit Kemaleddin Pascha. Laut Hatices Schwester Filizten Hanım soll sie nach drei Monaten Anfang 1904 beschlossen haben, Naime Sultan vergiften zu lassen, damit sie den Liebhaber heiraten könnte. Die Affäre entpuppte sich jedoch als Rache Hatices an Sultan Abdülhamid II., der ihren Vater jahrelang im Çırağan-Palast eingesperrt, sie jahrelang unverheiratet gelassen und schließlich mit einem Mann verheiratet hatte, den sie nicht liebte. Semih Mümtaz, dessen Vater der Gouverneur von Bursa war und der Kemaleddin Pascha in seinem Exil bewachen musste, behauptete, dass die Affäre zwischen Hatice Sultan und Kemaleddin Pascha nur aus dem Austausch von Liebesbriefen bestand, welche die beiden Verliebten über die Gartenmauer geworfen hatten. Er erzählte, Hatice Sultan habe die Briefe des Paschas dann an Abdülhamid weitergeleitet, um die Ehe der Lieblingstochter des Sultans zu ruinieren. Tatsächlich berichtete auch die westliche Presse, dass der Schwiegersohn des Sultans und Hatice Sultan heimlich Liebesbriefe ausgetauscht hätten.
Der Skandal verärgerte Abdülhamid. Zuerst zwang er Naime Sultan zur Scheidung von ihrem Ehemann. Dann beraubte er Kemaleddin Pascha seiner militärischen Ehren und verbannte ihn nach Bursa. Hatices Vater Murad war Diabetiker und als er von der Affäre hörte, wurde er so krank, dass er wenig später starb. Hatice und ihr Mann ließen sich bald darauf scheiden. Der Sultan vergab ihr und ließ sie in den Yıldız-Palast zurückkehren.

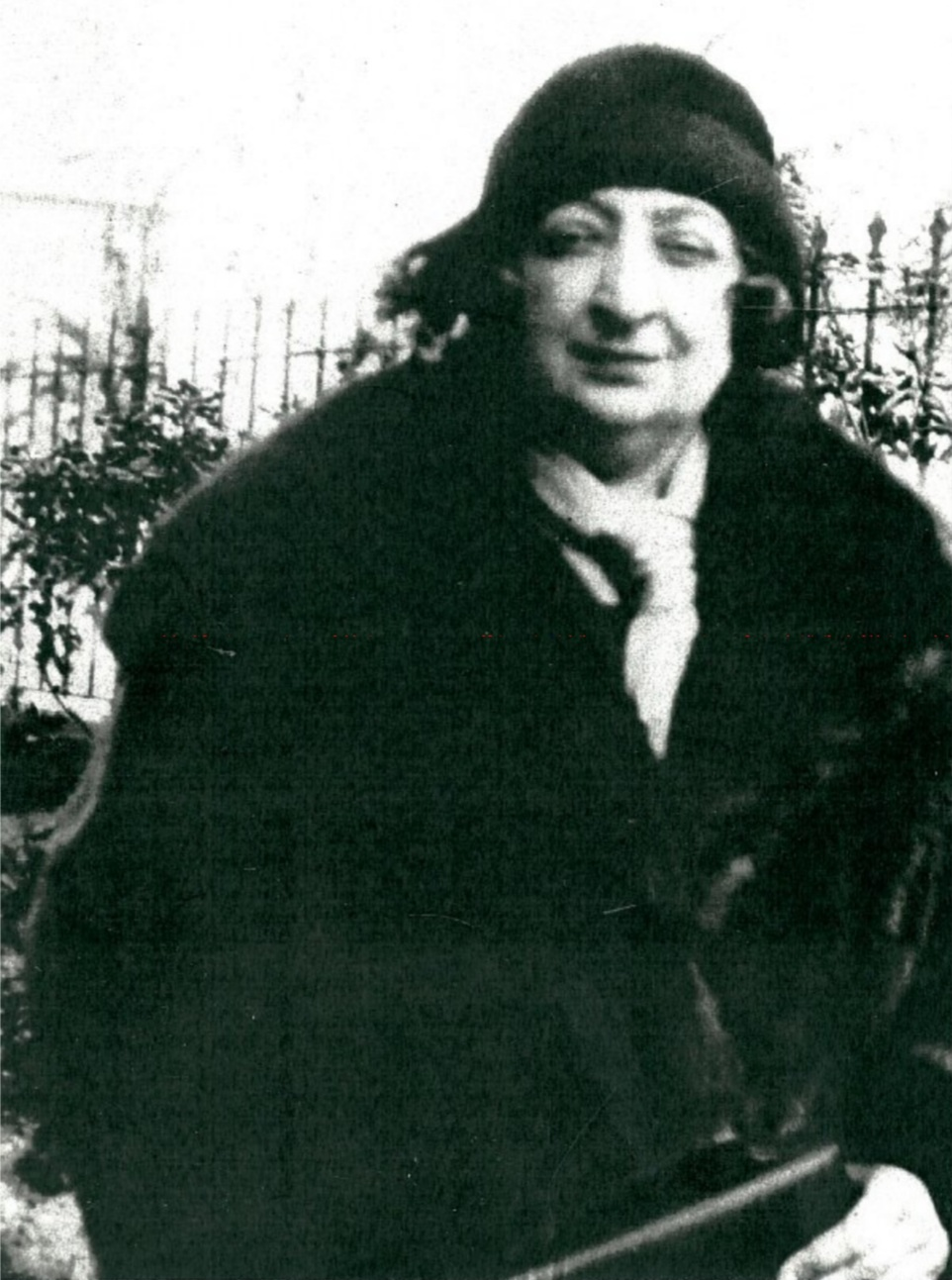
Naime Sultan im Exil (1931)

Nach der Scheidung von Kemaleddin Pascha heiratete Naime am 11. Juli 1907 İşkodralı Celaleddin Pascha.
Ab Ende des Jahres 1920 organisierte die damalige Regierung von Ankara zwei Geheimorganisation mit Sitz in Istanbul, die Müdâfaa-i Milliye Cemiyeti (Nationale Verteidigungsgruppe), welche die Überreste der Karakol Cemiyeti mit der neu gegründeten Felâh-ı Vatan Grubu zusammenbrachte. Die Müdafaa-i Milliye Grubu war gegründet worden, um die ehemaligen Mitglieder des Komitees für Einheit und Fortschritt zu überwachen und Informationen zu sammeln. Naime und ihre Cousine Fehime Sultan, Tochter von Sultan Murad V., waren aktive Mitglieder der neuen Organisation.
Als die Sultansfamilie von der Regierung der neu gegründeten Republik ins Exil geschickt wurde, ließen sich Naime und ihr Mann erst in Frankreich und dann in Italien nieder, wo auch die anderen Familienmitglieder lebten. Später zogen sie nach Tirana, wo Celaleddin Pascha 1944 starb.
Nach dem Tod ihres Mannes geriet Naime Sultan in finanzielle Schwierigkeiten und verarmte. Sie starb 1945 in Tirana während eines Bombardements während des Zweiten Weltkrieges. Sie wurde dort bestattet.

## Ehrungen
- Hanedan-ı Âli Osman Nişanı[38]
- Mecidiye-Orden[38]
- Iftikhar Sanayi Medal in Gold[38]

## Rezeption
- In der historischen Fernsehserie Payitaht Abdülhamid (2017) wurde Naime Sultan von der türkischen Schauspielerin Duygu Gurcan verkörpert.